# Premiers entrepreneurs de la fonte français
Les premiers entrepreneurs de la fonte français installèrent des fonderies à partir des XVIIe et XVIIIe siècles, souvent avec pour vocation les marchés militaires, dont ils perfectionnèrent progressivement les produits et les techniques employées, sans parvenir cependant à rattraper les Anglais au début de la Révolution industrielle, lorsque se développe la fonte au coke.

## Un peu d'histoire
Le recours prépondérant au charbon de bois durant toute ce période permet d'installer ces fonderies en tous points du territoire, mais obligea parfois à changer d'endroit compte tenu de l'usure des forêts. Le charbon de bois limite la taille des installations et encourage leur diffusion, allant de pair avec un réseau fluvial et de canaux moins développé qu'en Angleterre, si l'on exclut le cas des territoires desservis par le canal du Midi et le canal de Briare.
La curiosité des chercheurs a buté sur la difficulté d'industrialiser : René-Antoine Ferchault de Réaumur conçut un four fait de plaques de réfractaire mobiles, où placer des barres de fer forgées noyées dans divers mélanges faits à base de bois pilé, de cendres et de suie. L'ensemble est chauffé pour provoquer une migration du carbone par diffusion dans les barres. En 1725, il met au point un procédé économique de fabrication du fer-blanc et prend même la direction d'une usine. Sa méthode, choisir les feuilles d'acier assez souple, les décaper avec une solution acide (vinaigre, eau de seigle ?), puis les frotter au sable avant de les étamer, le bain d'étain devant être recouvert d'une couche de suif pour limiter la formation d'impuretés. (Principes de l'art de faire le Fer blanc, registres de l'Académie royale des sciences, 21 avril 1725.)
L'armée fut aux premiers rangs dans la diffusion du progrès technique, surtout par ses corps savants de l'artillerie et du génie, qui font office de seules véritables écoles scientifiques du royaume, car leur recrutement est relativement démocratique, la Monarchie réservant à sa noblesse les grades dans l'année, mais faisant exception pour les corps savants. La réforme de l'artillerie et des arsenaux entreprise par
Gribeauval fut considérée comme l'illustration de l'effort de rationalisation alors en cours.
La grande idée de Gribeauval était la mobilité de l'artillerie et en normalisant la taille des canons, il permit aux fabricants de faire des économies d'échelle, ou de se concurrencer entre eux par l'abaissement des coûts de production.
Le rôle d'un inspecteur des manufactures royales comme Gabriel Jars, par ailleurs membre de l'académie des sciences a contribué à diffuser en France les connaissances pratiques acquises par les industriels anglais.

## Quelques dates importantes
- 1669 : Jean-Jacques Keller révolutionne la technique française de coulée des canons en remplaçant la perce par la coulée avec un noyau en plâtre
- 1697 : son frère Hans Johann-Balthazar Keller vom Steinbock est nommé commissaire général des fontes de l’artillerie du roi et inspecteur de la grande fonderie de l’arsenal royal à Paris.
- 1704 : Jean-Martin Wendel fait l'acquisition des Forges de la Rodolphe à Hayange, devenant ainsi le premier maître de forges de la famille
- 1713 : Jean Maritz met au point sa première machine à alésage vertical pour forer les canons en France.
- 1725 : René-Antoine Ferchault de Réaumur conçoit un procédé économique pour le fer blanc
- 1732 : adoption du système de Jean-Florent Vallière avec son souci de standardisation, qui annonce le système Gribeauval.
- 1753 : la fonderie de Ruelle créée en Angoumois, pour couler des canons pour la Marine royale.
- 1756 : la guerre de Sept Ans stimule l'activité de la forge d'Etchauz aux canons plus légers, exigeant moins de fonte et plus solides.
- 1763 : la guerre de Sept Ans s'achève sur une défaite française, cuisante en matière maritime.
- 1765 : Jean-Baptiste Vaquette de Gribeauval modernise le corps des mines et de l’artillerie, en standardisant et diminuant le nombre des calibres de canons, plus mobiles et résistants.
- 1767 : André Fougeroux de Secval séjourna dans plusieurs forges pour y améliorer la qualité des matériaux et des processus pour le compte de l'armée royale.
- 1768 : juste avant sa mort à l'âge de 36 ans, Gabriel Jars, en tant qu'ingénieur et correspondant de l’Académie des Sciences, visite les mines de Montcenis, en Bourgogne. Jars se rend compte de l’intérêt du gisement de la Charbonnière et montre à François de la Chaise, le propriétaire, comment transformer le charbon en coke, comme il l’a vu faire en Angleterre. Jars est le premier à émettre l’idée d’installer dans la vallée des Riaux, riche en charbon, des manufactures « pouvant être reliées par route à Chalon sur la Saône et à l’Arroux qui se jette dans la Loire ». Après sa disparition en 1768, l'un des experts les plus réputés en matière de mines et de métallurgie[2].
- 1777 : Fonderie d'Indret créée sur une île de la Loire, en aval de Nantes pour couler des canons pour la marine, avec la technologie de l'Anglais William Wilkinson, frère cadet de John Wilkinson et André Fougeroux de Secval.
- 1782 : une manufacture de canons royale construite au Creusot. Le négociant stéphanois Christophe Guillaud trouve Saint-Étienne mieux situé, avec des mines très riches à faible coût[3]
- 1784 : brevet déposé par l'Anglais Henry Cort pour le puddlage, la fonte au coke devient encore plus opérationnelle.
- 1785 : première fonte au coke au Creusot sous la direction du Britannique William Wilkinson William Wilkinson, frère de John, avec Ignace de Wendel.
- 1788 : nouvelle fonderie de Ruelle associant hauts fourneaux et fours à réverbère, qui permettent de refondre la fonte pour la couler
- 1789 : la Compagnie des mines d'Anzin (27 puits, 12 machines à vapeur, 600 chevaux et 4 000 ouvriers) assure le tiers de la production française de charbon, mais pas d'acier[4].
- 1789 : la fonte au coke représente 2 % de la production de fonte en France, qui est pourtant deux fois plus élevée (130 000 tonnes) qu'en Angleterre (63 000 tonnes)[5].
- 1806 : la rigole du Creusot achevée, relie sur 10 kilomètres le site industriel au canal du Centre, achevé en 1793.
- 1812 : la machine à vapeur arrive dans le bassin textile de Mulhouse[6], le canal la reliant à la Saône (futur Rhin-Rhône) et au charbon de Ronchamp en 1832
- 1827 : 23 km de long pour la première voie ferrée française, Saint-Étienne-Andrézieux, qui donne un débouché au premier bassin houiller de France, celui de la Loire (la rivière étant alors peu navigable).